# Tehuelchesaurus
Tehuelchesaurus („ještěr lidu kmene Tehuelche“) byl rod sauropodního dinosaura, žijícího v období svrchní jury (geologické stupně oxford až tithon, asi před 160 až 150 miliony let) na území argentinské Patagonie (provincie Chubut). Formálně byl popsán v roce 1999 mezinárodním týmem paleontologů.

## Objev
Fosilie tohoto dinosaura byly objeveny v sedimentech souvrství Cañadon Calcareo a mají podobu zhruba z 50 % zachované kostry. Dochovaly se také vzácné fosilizované otisky kůže tohoto sauropoda, mající tvar hexagonálních (šestihranných) destiček. Holotyp nese označení MPEF-PV 1125, některé kosterní elementy jsou poměrně velké (například kost stehenní měří na délku 153 cm, lopatka dokonce 175 cm). Revize taxonu (z hlediska osteologie a fylogeneze) byla publikována v roce 2011.

## Popis
Tehuelchesaurus byl poměrně malým až středně velkým sauropodem, dosahoval délky kolem 15 metrů a hmotnosti kolem 9 tun. Přesné rozměry však zatím nelze odhadnout, podle paleontologa Thomase R. Holtze, Jr. činila délka dinosaura asi 12 metrů a hmotnost zhruba 10 tun (jako dva dospělí sloni afričtí) Představoval mohutného býložravce s dlouhým krkem, malou hlavou, čtyřmi sloupovitými končetinami a dlouhým ocasem.

## Systematické zařazení
Tehuelchesaurus byl pravděpodobně zástupce kladu Camarasauromorpha (a Laurasiformes) a zároveň sesterským taxonem k čeledi Camarasauridae. Velmi podobný byl geologicky mírně starší čínský rod Omeisaurus, není ale jisté, zda si tyto taxony byly také blízce příbuzné navzájem. Blízkým vývojovým příbuzným byl nejspíš také evropský rod Haestasaurus.